# Rugathodes
Rugathodes is een geslacht van spinnen uit de  familie van de Theridiidae (kogelspinnen).

## Soorten
- Rugathodes acoreensis Wunderlich, 1992
- Rugathodes aurantius (Emerton, 1915)
- Rugathodes bellicosus (Simon, 1873) (Bergkogelspin)
- Rugathodes instabilis (O. P.-Cambridge, 1871) (Moeraskogelspin)
- Rugathodes madeirensis Wunderlich, 1987
- Rugathodes nigrolimbatus (Yaginuma, 1972)
- Rugathodes pico (Merrett & Ashmole, 1989)
- Rugathodes sexpunctatus (Emerton, 1882)